# Mike Hawthorn
John Michael Hawthorn (Mexborough, Yorkshire, 1929. április 10. – Guilford, Surrey, 1959. január 22.) brit autóversenyző, a Formula–1 1958-as évadjának világbajnoka. Három futamgyőzelmet szerzett pályafutása során, de sikerült elérnie minden autóversenyző álmát, a Formula–1-es világbajnoki címet.

## Pályafutása
Egy 1934-es építésű autóval vett részt első versenyén, a brightoni gyorsulási megmérettetésen 1950. szeptember 2-án. Másfél évvel később már bemutatkozó Formula–1-es világbajnoki futamon állt rajthoz. A Belga Nagydíjon az apja, Leslie D. Hawthorn által nevezett Cooper T20-szal indult, és rögtön negyedikként ért célba. Az összes brit világbajnok közül övé volt a legjobb bemutatkozás. További versenyeken is megjelent, Silverstone-ban dobogóra is állt, ez volt az első pódium, amelyet brit gyártmányú autó ért el, eredményei pedig egészen az összetett ötödik helyéig juttatták.
Emellett több bajnokságon kívüli futamot is megnyert, az 1953-as évet már a Ferrari színeiben kezdte, Luigi Villoresi ajánlotta Enzo Ferrari figyelmébe. Hawthorn nem hazudtolta meg az előző évben mutatottakat, és már a csapattal való negyedik versenyét, a Francia Nagydíjat megnyerte. Ezzel ő vált a britek első Formula–1-es futamgyőztesévé. A Ferrari dominálta azt a szezont, Alberto Ascari világbajnok, Giuseppe Farina harmadik, Hawthorn negyedik, Villoresi pedig ötödik lett a bajnokságban.
Előrelépésként értékelhető 1954-es szezonja, bár Hawthornban inkább a rossz emlékek hagytak mély nyomot. Áprilisban komoly égési sérüléseket szenvedett a bajnokságon kívüli Syracuse GP-n, és ebben az évben hunyt el autóbalesetben édesapja is. Egyik veséjét el kellett távolítani, az orvosok pedig közölték vele, hogy valószínűleg nem fogja elérni a 30 éves kort. A Ferrari abban az évben nem tudott mit kezdeni Juan Manuel Fangio Mercedesével, de a jó műszaki képességeket megcsillogtató angol így is nagydíjat nyert, és kis híján ő vitte csapaton belül a prímet. José Froilán González mindössze fél ponttal előzte meg. Az argentin 25 és 1/7 ponttal lett a bajnokság második helyezettje, Hawthorn 24 és 9/14 egységgel a harmadik. Akkoriban csak az első öt helyezett érdemelt pontot, egy extra egység azonban minden alkalommal járt a leggyorsabb kört megfutó pilótának is. A Brit Nagydíjon, amelyen Mike második helyet ért el, az akkori mérések szerint hét versenyző futotta meg ugyanazt az 1:50.0-s legjobb időt. Közöttük Hawthorn és Gonzalez, az extra pontot pedig jobb híján hetedelték. Akkoriban ugyancsak megengedték, hogy a csapattársak átadják egymásnak futam közben autóikat, így például az első számú versenyző akkor is folytathatta, ha sajátja elromlott. Ebben az esetben a helyezésért járó egységeket elosztották, így Spában Hawthorn és Gonzalez közösen elért negyedik helyéért három helyett másfél-másfél pont járt.

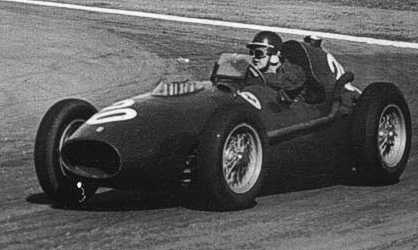

A következő évben elhagyta a Ferrarit, hogy egy hazai gyártóhoz, a Vanwallhoz csatlakozzon, de hamar feladta a sikertelenséget, Zandvoortban ismét a Ferrarival indult, a pontszerzés azonban nem sikerült. Eközben a Jaguarral is versenyzett a Formula–1-en kívül, köztük a Le Mans-i 24 óráson, amelyet Ivor Bueb oldalán megnyert, kettejük győzelme azonban alighanem a legkevesebb elismerést kapta az egynapos történetében. Ekkor következett be ugyanis a tragédia, amely leginkább a Le Mans-i katasztrófa néven ismert, a történtekben pedig Hawthorn is szerepet játszott, az ő váratlan fékezése indította be a láncreakciót, amely következtében Pierre Levegh autója a közönségbe repült, és a versenyző mellett 83 néző életét veszítette. A Mercedes később kiszállt a versenyből, amelyet nem szakítottak meg, és arra kérte legnagyobb riválisát, a Jaguart, cselekedjen hasonlóan. A Jaguar folytatta, a sajtó pedig ellenszenvvel kezelte a győzteseket.
Az 1956-os szezonban újabb csapattal indult, a BRM-mel, az első futamon a dobogó is sikerült, később azonban csak néhány versenyen indult és nem sikerült beférni a pontszerzők közé. 1957-ben visszatért a Ferrarihoz, és bár csak kétszer járt a dobogón, a bajnokságban erős negyedik helyet szerzett. A Maserati a szezon végén kiszállt a bajnokságból, amely biztató fényt vetett a következő idényre. A Ferrari az új 256-tal és három ígéretes versenyzővel vágott neki az 1958-as szezonnak, Hawthorn mellett Peter Collins és Luigi Musso is bizonyította már gyorsaságát. A rivalizálás hamar megvetette lábát. Az év Francia Nagydíján a Ferrari még nem rendelkezett futamgyőzelemmel, a versenyen borítékolni lehetett a sikert, Hawthorn és Musso haladt az első két helyen. Az olasz mindenáron nyerni akart, a 10. körben azonban balesetet szenvedett, és kirepült az autóból. Még aznap életét veszítette a kórházban. Kettő versennyel később egészen hasonló körülmények között Peter Collins is elhunyt. Barátja halála összetörte Hawthornt, de még meg kellett vívnia csatáját a bajnoki címért. Legközelebbi ellenfele Stirling Moss volt, aki negyedik győzelmét aratta a marokkói szezonzárón. Hawthorn Franciaországon kívül nem nyert máshol, de ötödszörre futott be a második helyen, amely elégségesnek bizonyult, hogy egy pont előnnyel ő legyen a végső nyertes.
Világbajnoki címét nagy részben Stirling Mossnak köszönheti, hisz Hawthornnak csak egy győzelme volt, míg Mossnak három. Portugáliában Hawthorn számos második helyének egyikét szerezte, ismét Moss mögött, a versenyből azonban kizárták, mert hátramenetben haladt a pályán, amikor újraindította autóját. Moss látta az esetet, ezért felkereste a bírákat, és meggyőzte őket arról, hogy a ferraris nem cselekedett szabályellenesen. Az ítéletet megsemmisítették, és Hawthorn megtarthatta pontjait. Ezek a pontok járultak hozzá ahhoz, hogy egy hajszállal Moss előtt végzett az összesítésben. Collins tragédiája és vesebetegsége miatt úgy döntött, nem folytatja tovább, és a Marokkói Nagydíj után visszavonult a versenyzéstől. Mindössze három hónapig élvezhette ki élete legnagyobb sikerét.

## Halála, emlékezete
1959. január 22-én egy autóbalesetben az A3 Guildford úton életét vesztette. A baleset okai máig tisztázatlanok. A rossz időjárás, a nagy sebesség mind szerepet játszhattak a balesetben. Hawthorn Jaguarja, melynek beceneve a "Merc-Eater" volt, Rob Walker Mercedes-Benz SL 300-asa mögött haladt az úton. Hawthorn hat hónappal a visszavonulása után még mindig versenylázban égett, ezért meg akarta előzni Walkert. Ez okozta a balesetet. 
Farnham-ban, ahol haláláig élt, egy utcát neveztek el róla.

## Magánélete
Nyakkendőben versenyzett, amelyből arra következtethetünk, valódi úriember volt, a személyes ismerősei által festett kép alapján azonban inkább az 50-es évek James Huntja elevenedik meg előttünk. Rövid életre számított, így igyekezett kiélvezni azt: nagy mennyiségben fogyasztotta az italt, dohányt és nőket. Hawthorn sosem házasodott meg, halála idején menyasszonya volt, Jean Howarth divatmodell. Egyetlen törvénytelen gyermeke született, egy francia lánytól, akivel az 1953-as futamgyőzelem után ismerkedett meg.

## Teljes Formula–1-es eredménysorozata
(Táblázat értelmezése)

(Félkövér: pole-pozícióból indult; dőlt: leggyorsabb kört futott) 

| Év   | Csapat      | 1       | 2      | 3      | 4      | 5      | 6      | 7      | 8      | 9     | 10    | 11    | Csapat    | Helyezés | Pont    |
| ---- | ----------- | ------- | ------ | ------ | ------ | ------ | ------ | ------ | ------ | ----- | ----- | ----- | --------- | -------- | ------- |
| 1952 | LD Hawthorn | SUI     | 500    | BEL 4  | FRA Ki | GBR 3  | GER    | NED 4  | ITA Ki |       |       |       | AHM Bryde | 5.       | 10      |
| 1953 | Ferrari     | ARG 4   | 500    | NED 4  | BEL 6  | FRA 1  | GBR 5  | GER 3  | SUI 3  | ITA 6 |       |       | Ferrari   | 4.       | 19 (27) |
| 1954 | Ferrari     | ARG Kiz | 500    | BEL 4* | FRA Ki | GBR 2  | GER 2* | SUI Ki | ITA 2  | ESP 1 |       |       | Ferrari   | 3.       | 24.64   |
| 1955 | Vanwall     | ARG     | MON Ki | 500    | BEL Ki | NED 7  | GBR 6  | ITA 10 |        |       |       |       | Ferrari   | –        | 0       |
| 1956 | BRM         | ARG 3   | MON Ni | 500    | BEL Ni | FRA 10 | GBR Ki | GER    | ITA    |       |       |       | Vanwall   | 12.      | 4       |
| 1957 | Ferrari     | ARG Ki  | MON Ki | 500    | FRA 4  | GBR 3  | GER 2  | PES    | ITA 6  |       |       |       | Ferrari   | 4.       | 13      |
| 1958 | Ferrari     | ARG 3   | MON Ki | NED 5  | 500    | BEL 2  | FRA 1  | GBR 2  | GER Ki | POR 2 | ITA 2 | MOR 2 | Ferrari   | 1.       | 42 (49) |

* A helyezést megosztva kapta.